# Banquete de los Cinco Reyes
El brindis o banquete de los Cinco Reyes (inglés: Banquet of the Five Kings) fue una reunión entre los monarcas de Dinamarca, Chipre, Escocia, Francia e Inglaterra, celebrada en 1363 y organizada en Londres por sir Henry Picard, antiguo Lord Mayor de la ciudad. Los cinco gobernantes asistentes fueron:
- Valdemar IV de Dinamarca
- Pedro I de Chipre
- David II de Escocia
- Juan II de Francia
- Eduardo III de Inglaterra

La Worshipful Company of Vintners, un gremio londinense de taberneros, cedió su comedor para la ocasión.
Siglos después, la compañía chipriota de bebidas KEO comercializó un brandy producido en Limasol para conmemorar el banquete.